# YTN 24 (2050)
《YTN 24 (2050)》는 대한민국 YTN에서 주말 저녁 8시 50분에 방송되는 YTN의 주말 저녁뉴스 프로그램이다.

## 앵커
- 무작위